# Liên bang miền Bắc Hoa Kỳ

Cờ Liên bang miền Bắc

Liên bang miền Bắc (tiếng Anh: The Union hay Northern United States) là tên gọi chính phủ Hoa Kỳ dưới sự lãnh đạo của tổng thống Abraham Lincoln (và Andrew Johnson tiếp nhiệm trong tháng sau cùng) trong thời Nội chiến Hoa Kỳ. Sau khi các tiểu bang miền Nam ly khai chính phủ năm 1861, lập chính phủ riêng gọi là Liên minh miền Nam, các tiểu bang còn lại được coi như thuộc phe chính phủ liên bang.

## Danh sách các tiểu bang thuộc Liên bang miền Bắc
| California Connecticut Delaware* Illinois Indiana | Iowa Kansas Kentucky* Maine Maryland* | Massachusetts Michigan Minnesota Missouri* Nevada | New Hampshire New Jersey New York Ohio Oregon | Pennsylvania Rhode Island Vermont Tây Virginia* Wisconsin |

Bản đồ Hoa Kỳ thời Nội chiến
Các tiểu bang miền Bắc cấm sở hữu nô lệ
Các tiểu bang miền Bắc
Các tiểu bang ở giữa không cấm sở hữu nô lệ
Kansas, gia nhập Liên bang miền Bắc sau vụ Khủng hoảng Kansas
Liên minh miền Nam
Những lãnh thổ hai bên tranh giành

* Các tiểu bang này thuộc vùng giáp ranh. Tại Kentucky và Missouri tuy chính phủ trên giấy tờ vẫn thuộc liên bang miền Bắc, các thành phần có thế lực trong chính quyền lại theo liên minh miền Nam.
Kansas theo gia phập phe miền Bắc ngày 29 tháng 1 năm 1861, sau khi vụ ly khai xảy ra nhưng trước cuộc nội chiến.
Tây Virginia tách khỏi Virginia và theo phe miền Bắc ngày 20 tháng 6 năm 1863.
Nevada gia nhập phe miền Bắc ngày 31 tháng 10 năm 1864.